# Deutscher Ausschuß für Stahlbau
Der Deutsche Ausschuß für Stahlbau (DASt) ist ein 1908 gegründeter technisch-wissenschaftlicher Verein, der sich mit Normung und Forschung für den Stahlbau befasst.
Er hieß ursprünglich Ausschuß für Versuche im Eisenbau und erhielt seinen heutigen Namen 1935. Gründer war der Deutsche Stahlbau-Verband, der auch die Geschäftsführung übernahm. Er hat die Rechtsform eines Eingetragenen Vereins. Er ist paritätisch mit 32 Vertretern von Baubehörden, Industrie (Stahlbauindustrie und diesen nahestehenden Industriezweigen, Ingenieurbüros) und Wissenschaft (Universitäten) besetzt.
Der Ausschuss erhält öffentliche Mittel über die Arbeitsgemeinschaft industrieller Forschungsvereinigungen (AiF), deren Mitglied er seit 1959 ist, und wird außerdem mit Mitteln der Industrie finanziert. Er gibt die Berichte aus der Stahlbauforschung und eine Reihe Forschungsberichte heraus und veranstaltet regelmäßig Kolloquien.
Vorstandsvorsitzender ist Karsten Kathage, Geschäftsführer Gregor Machura (2025). Sitz ist Düsseldorf (Sohnstr. 65).